# Identidad (película)
Identidad es una película estadounidense de 2003 dirigida por James Mangold, sobre un guion original de Michael Cooney, que mezcla los géneros del terror, thriller psicológico y suspenso, que sucede en un lúgubre hotel acechado por una voraz tormenta. Pertenece a la conjunción del estudio Columbia Pictures.

## Trama
En medio de una furiosa y voraz tormenta, el auto de la familia York (compuesta por George, Alice y su pequeño hijo Timmy) se queda tirado en la carretera debido a que uno de sus neumáticos fue pinchado con el tacón de un zapato. Este había sido tirado accidentalmente por Paris Nevada, una joven prostituta que intenta rehacer su vida, yendo rumbo a su pueblo natal.
En el momento en que George sale a revisar el neumático, su esposa es atropellada sin querer por Ed Dakota, un expolicía convertido ahora en chófer de Caroline Suzanne, una célebre actriz.
Inmediatamente Ed se hace cargo de la situación, haciendo que George lleve a su esposa al hotel más cercano, mientras él lo escolta.
Al fin logran encontrar un hotel, lúgubre y de mala muerte en medio de la nada, atendido por un nervioso conserje llamado Larry Washington. Ed le pide ayuda a éste para atender a Alice, que se encuentra en muy mal estado, a la vez que ubica a la familia y a la actriz en diversas habitaciones del lugar.
Ed sale en su auto en medio de la tormenta en busca de ayuda médica y casualmente se encuentra con Paris Nevada, cuyo auto se le ha averiado y la invita para que suba al suyo. Ella sube y juntos descubren a otra pareja en la carretera, Lou y Ginny Isiana. La tormenta se pone cada vez peor, por lo que suspenden la búsqueda y regresan al hotel.
Lou, Ginny y Paris son ubicadas en el hotel, alquilando respectivos dormitorios. Mientras están en sus respectivos cuartos, ven como dos nuevos individuos se suman al grupo. Se trata de Rhodes, un brusco policía, en cuyo auto transporta a Robert Maine, un peligroso criminal, por lo que le pide a Larry que ubique a Maine en una habitación de alta seguridad, quedando como solución el cuarto de baño, donde es esposado al inodoro.
Una vez instalados los diez, comienzan a darse una serie de hechos misteriosos en el hotel, que culmina con la muerte de cada uno de ellos, según el número selecto de su habitación. Pero a su vez, descubrirán que no parecen ser tan extraños; no se conocen entre sí, pero comparten parte de su vida sin quererlo. No están reunidos allí por casualidad, el destino existe para bien o para mal y varios secretos saldrán a flote, producto de un juego de sus respectivas identidades.

## Reparto
- John Cusack como Ed Dakota.
- Ray Liotta como Rhodes.
- Amanda Peet como Paris Nevada.
- John Hawkes como Larry Washington.
- Alfred Molina como el doctor Mallick.
- Clea DuVall como Ginny Isiana.
- Rebecca De Mornay como Caroline Suzanne.
- John C. McGinley como George York.
- William Lee Scott como Lou Isiana.
- Jake Busey como Robert Maine.
- Pruitt Taylor Vince como Vincent Malcolm Rivers.
- Leila Kenzie como Alice York.
- Bret Loehr como Timmy York.
- Marshall Bell como fiscal.
- Carmen Argenziano como abogado.

## Premios
El filme obtuvo 5 nominaciones a premios que no logró llevarse:
- Premios Saturn de la Academia de Cine de terror, fantástico o de ciencia ficción: Mejor Película de Acción, Thriller o Aventura y Mejor Edición Especial de DVD.
- Premios Bram Stoker: Mejor Guion.
- Premios Teen Choice Award: Mejor Película de terror o thriller.
- Premios Golden Trailer: Mejor Película de terror o thriller.
- International Horror Guild: Mejor Película de terror o thriller.